# Sven Uno Stensson
Sven Uno Stensson (* 2. August 1938 in Falkenberg) ist ein ehemaliger schwedischer Radrennfahrer.

## Sportliche Laufbahn
Stensson begann 1953 mit dem Radsport im Verein Årstads CA. Er gewann 1961 mit der Mälaren Runt und dem Solleröloppet zwei der ältesten und traditionsreichsten internationalen Eintagesrennen in Schweden. 1958 wurde er Mitglied der Nationalmannschaft und bestritt bei der Berliner Etappenfahrt seinen ersten Auslandsstart. 1958 wurde er Dritter der nationalen Meisterschaft im Straßenrennen hinter dem Sieger Gunnar Wilhelm Göransson. 1958 wurde er Mitglied der Monark-Mannschaft. In der Tunesien-Rundfahrt 1959 wurde er 13. der Gesamtwertung.
Für die Olympischen Sommerspiele in Rom wurde er als Ersatzfahrer nominiert, kam jedoch nicht zum Einsatz. 1961 siegte er im Solleröloppet.
1960 und 1962 bestritt er die Internationale Friedensfahrt. In beiden Etappenrennen schied er aus.

## Berufliches
Stensson war als Ingenieur in den Monark-Werken tätig und führte später ein Fahrradgeschäft.